# Diecezja Karagandy
Diecezja Karagandy (łac. Dioecesis Karagandansis; ros. Епархия Караганды) – jedna z 3 diecezji obrządku łacińskiego w Kościele katolickim w Kazachstanie ze stolicą w Karagandzie. Ustanowiona diecezją 7 lipca 1999 bullą Ad aptius consulendum przez Jana Pawła II. Biskupstwo jest sufraganią archidiecezji Najświętszej Maryi Panny w Astanie. Obejmuje terytorium Centralnego Kazachstanu (711 208 km²), które zamieszkuje przeszło 3 743 000 ludzi. Liczbę katolików szacuje się na ok. 8 500.

## Historia

### Struktury kościelne
W Kazachstanie struktury kościelne mogły rozwinąć się dopiero po upadku komunizmu. 13 kwietnia 1991 została utworzona Administratura Apostolska dla Kazachstanu i Środkowej Azji.

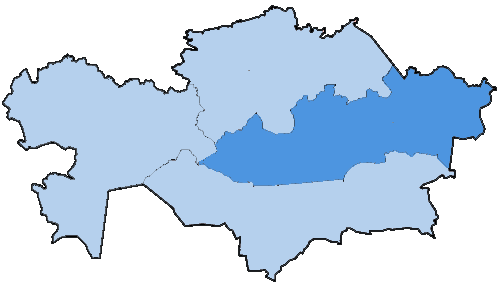
Diecezja Karagandy na tle całego Kazachstanu.

7 lipca 1999 dekretem Kongregacji ds. Ewangelizacji Narodów Kazachstan został podzielony na cztery jednostki kościelne: diecezję w Karagandzie i trzy administratury apostolskie: w Astanie, Ałmaty i Atyrau.
W Karagandzie znajduje się Wyższe Seminarium Duchowne „Maryi Matki Kościoła” dla całego Kazachstanu, początkowo zainicjowane jako jedno z seminariów misyjnych Redemptoris Mater.
Diecezja była podporządkowana bezpośrednio papieżowi, zaś po reorganizacji struktur kościelnych w Kazachstanie z 17 maja 2003, weszła w skład metropolii Astany.

### Biskupi

Herb biskupa diecezjalnego – Adelio Dell’Oro

Pierwszym biskupem diecezji Karagandy dnia 7 lipca 1999 papież Jan Paweł II mianował bp. Jana Pawła Lengę – dotychczasowego administratora apostolskiego dla Kazachstanu i Środkowej Azji.
8 kwietnia 2006 papież Benedykt XVI mianował ks. Athanasiusa Schneidera ORC – biskupem pomocniczym w Karagandzie, następnie 5 lutego 2011 zostaje przeniesiony na funkcję biskupa pomocniczego do archidiecezji Najświętszej Maryi Panny w Astanie.
5 lutego 2011 na stanowisku biskupa diecezjalnego Karagandy zastępuje go bp Janusz Kaleta – dotychczasowy administrator apostolski Atyrau.
31 stycznia 2015 papież Franciszek mianował Adelio Dell’Oro – biskupem diecezjalnym Karagandy.

## Biskupi

### Biskup diecezjalny
- bp Adelio Dell’Oro – od 2015

### Biskup pomocniczy
- bp Jewgienij Zinkowski – od 2021

### Biskup senior
- abp Jan Paweł Lenga MIC – administrator apostolski Kazachstanu w latach 1991-1999, biskup diecezjalny w latach 1999-2011, senior od 2011

## Parafie
- Karaganda – Parafia Matki Bożej Fatimskiej – katedra
- Karaganda – Parafia Świętego Józefa
- Karaganda – Parafia Maryi Matki Kościoła
- Karaganda, Prishakhtinsk – Parafia Podwyższenia Krzyża Świętego
- Abaj – Parafia Zwiastowania Pańskiego
- Bałchasz –  Parafia Świętego Franciszka z Asyżu
- Żezgazgan – Parafia  Przemienienia Pańskiego
- Kuszoky – Parafia Najświętszego Serca Jezusa
- Mołodiożnyj – Parafia Świętych Aniołów Stróżów
- Sarań – Parafia Świętego Mikołaja
- Temirtau – Parafia Świętego Andrzeja
- Szachtinsk – Parafia Narodzenia Najświętszej Bożej Rodzicielki
- Szar – Parafia Świętego Michała Archanioła
- Kałbatau – Parafia Wniebowstąpienia Pańskiego
- Ust-Kamienogorsk – Parafia Najświętszej Maryi Panny Różańcowej
- Semej – Parafia Najświętszej Dziewicy Maryi Królowej Różańca świętego
- Semej – Parafia Ciała i Krwi Pańskiej
- Peremienowka – Parafia Świętej Anny

## Żeńskie zgromadzenia zakonne na terenie diecezji
- Siostry Szkolne św. Franciszka[8] – Karaganda
- Siostry Służebnice Jezusa w Eucharystii (eucharystki) – Karaganda
- Szkolne Siostry De Notre Dame – Bałchasz
- Służebnice Niepokalanego Poczęcia Najświętszej Marii Panny – Karaganda
- Siostry Rodziny Maryi[9] – Ust-Kamienogorsk
- Zgromadzenie Sióstr Misjonarek Miłości – Temirtau
- Instytut Służebnic Pana i Dziewicy z Matara – Szachtinsk, Karaganda

## Męskie zgromadzenia zakonne na terenie diecezji
- Zgromadzenie Księży Marianów Niepokalanego Poczęcia Najświętszej Maryi Panny (marianie) – Karaganda, Abaj
- Wspólnota Jezusa Najwyższego Kapłana[10] – Ust-Kamienogorsk
- Kanonicy Regularni Pana Jezusa – Karaganda